# Ломовка (приток Каслей-Кадады)
Ломовка — река в России, протекает по Ульяновской области. Левый приток реки Каслей-Кадада.

## География
Река Ломовка берёт начало в лесу Кармалейские Дачи севернее села Найман. Течёт на юг через сёла Найман и Холстовка. Затем поворачивает на запад, течёт через деревню Ивановка и поворачивает на северо-запад. Далее течёт через сёла Новая Алексеевка и Старый Пичеур. Устье реки находится у села Старое Чирково в 37 км от устья реки Каслей-Кадада. Длина реки составляет 34 км, площадь водосборного бассейна — 236 км².

## Данные водного реестра
По данным государственного водного реестра России относится к Верхневолжскому бассейновому округу, водохозяйственный участок реки — Сура от истока до Сурского гидроузла, речной подбассейн реки — Сура. Речной бассейн реки — (Верхняя) Волга до Куйбышевского водохранилища (без бассейна Оки).
Код объекта в государственном водном реестре — 08010500112110000035321.